# Am Marterpfahl der Sioux
Am Marterpfahl der Sioux (Originaltitel: Warpath) ist ein US-amerikanischer Western aus dem Jahr 1951. Produziert wurde er von Paramount Pictures. Regie führte Byron Haskin. Die deutschsprachige Erstaufführung war am 8. Juli 1955.

## Handlung
1876: John Vickers, ein ruhiger Mann, spürt einen der drei Bankräuber auf, die vor acht Jahren seine Verlobte ermordeten. Vor seinem Tod verrät der Mann, dass seine Komplizen in die 7. US-Kavallerie eingetreten sind. Der ehemalige Offizier Vickers mischt sich als einfacher Soldat unter die Truppe, um die beiden aufzuspüren. Im Fort erfährt er von einem bevorstehenden Feldzug gegen die Sioux und Cheyenne.
Bei einem Patrouillenritt werden Vickers und seine Leute von den Indianern überfallen und tagelang auf einer kleinen Insel mitten in einem reißenden Fluss festgesetzt. In der Nacht bricht ein Soldat durch und erreicht das Fort. In letzter Sekunde werden Vickers und die anderen Überlebenden gerettet. Nach diesem Vorfall mit den Sioux ist sich Vickers sicher, dass Sergeant O’Hara einer der Mörder seiner Frau ist. Aber kann er seinen Wunsch nach Rache mit der Loyalität zur Armee vereinbaren? Vickers verliebt sich derweil in Molly, die hübsche Tochter des Ladenbesitzers Sam Quade.
Während des Indianeraufstandes geraten Vickers, Molly und die beiden Mörder nach einem erneuten Überfall der Indianer auf einen Planwagentreck in die Hände der Sioux und sollen am Marterpfahl sterben. Die Indianer wollen von ihren Gefangenen wissen, wo sich General Custer und seine Truppen aufhalten, doch Vickers und die anderen schweigen. Bei einem Fluchtversuch fallen O’Hara und sein Komplize. Vickers und Molly können fliehen, aber zuvor erfahren sie von den Indianern, dass weitere Krieger auf dem Kriegspfad gegen die Weißen unterwegs sind. Doch bevor sie General Custer vor der Übermacht der Indianer warnen können, haben diese ihn am Little Big Horn eingekesselt. Es kommt zur blutigen Schlacht.

## Kritik
Der Film ist für das Lexikon des internationalen Films ein „routiniert inszenierter Western, der sich weder um Realismus noch um authentische Genauigkeit bemüht“. Der Rovi lobt die gute Inszenierung der Kampfszenen.